# Fairey N.9
El Fairey N.9 (también conocido como F.127) fue un hidroavión experimental británico de la Primera Guerra Mundial; sólo se construyó una unidad. Realizó los primeros lanzamientos con catapulta desde buques de la Marina Real Británica y posteriormente fue vendido a Noruega.

## Diseño y desarrollo
En 1917, Fairey Aviation produjo dos diseños independientes para cubrir la Especificación N.2(a) del Almirantazgo para un hidroavión embarcado biplaza para el Real Servicio Aéreo Naval: uno propulsado por un motor Rolls-Royce Falcon y otro de mayor tamaño, propulsado por un Sunbeam Maori más potente. El avión más pequeño, conocido generalmente por su número de serie N.9, pero también por su número de constructor F.127, voló por primera vez el 5 de julio de 1917, mientras que el avión más grande (número de serie N.10), el prototipo del Fairey III, voló en septiembre.
El N.9 era un biplano compacto con alas de un solo vano y envergaduras desiguales que se plegaban para su almacenamiento a bordo. Estaba equipado con flaps de borde de fuga tanto en las alas superiores como en las inferiores. Su potencia provenía de un motor Rolls-Royce Falcon de 149 kW (200 hp) con radiadores a cada lado del motor.
Su rendimiento estuvo por debajo de los requisitos de la especificación y no se inició la producción.

## Historia operacional
Aunque no se seleccionó para la producción, el N.9 fue seleccionado para realizar pruebas de lanzamiento por catapulta. Tras reforzarlo, se envió al Depósito de Aeronaves Experimentales de la Marina de Port Victoria para realizar pruebas con el buque de pruebas de catapulta, el HMS Slinger, en junio de 1918, realizando así los primeros lanzamientos por catapulta de un hidroavión desde un buque de la Marina Real Británica.
El N.9 fue recomprado a la Marina Real y equipado con un motor Maori y alas de envergaduras iguales. Fue vendido a la Armada Real de Noruega en mayo de 1920, posteriormente vendido para uso civil en 1927 y acabó naufragando en un accidente el 12 de junio de 1928.

## Especificaciones
Referencia datos: Fairey Aircraft since 1915

### Características generales
- Tripulación: Dos
- Longitud: 10,8 m (35,5 ft)
- Envergadura: 15,2 m (50 ft)
- Altura: 4 m (13 ft)
- Superficie alar: 42,4 m² (456,4 ft²)
- Peso vacío: 1224 kg (2697,7 lb)
- Peso cargado: 1729 kg (3810,7 lb)
- Planta motriz: 1× motor lineal V12 refrigerado por agua Rolls-Royce Falcon I.
  - Potencia: 150 kW (207 HP; 204 CV)
- Hélices: Bipala de paso fijo

### Rendimiento
- Velocidad máxima operativa (Vno): 140 km/h (87 MPH; 76 kt) a nivel del mar
- Alcance: 5 1⁄4 h
- Techo de vuelo: 2600 m (8530 ft)
- Tiempo a altitud:
  - 4 min para 610 m (2000 pies)
  - 38 min para 3000 m (10 000 pies)

### Armamento
- Ametralladoras: 

  - 1x Lewis de 7,7 mm en anillo Scarff en cabina trasera[7]
- Bombas: Provisión para dos bombas de 51 kg[2]

## Aeronaves relacionadas

### Desarrollos relacionados
- Fairey III